# 비디오 저널리즘
비디오 저널리즘(Video journalism)은 촬영, 편집 등 영상 편집의 모든 과정을 저널리스트 한 명이 혼자 하는 형태로, 그 저널리스트를 비디오 저널리스트(Video journalist)라고 부른다.